# بوستويك (جورجيا)
بوستويك (بالإنجليزية: Bostwick, Georgia)‏ هي بلدة تقع في مقاطعة مورغان، جورجيا بولاية جورجيا في الولايات المتحدة. تبلغ مساحتها 8 (كم²)، وترتفع عن سطح البحر 232 م، بلغ عدد سكانها 365 نسمة في عام 2010 حسب إحصاء مكتب تعداد الولايات المتحدة وتصل الكثافة السكانية فيها 40.3 نسمة/كم2.

## وصلات خارجية
- The US50 - Cities and Towns in Georgia State
- Georgia Cities and Towns, Facts, Map, Flag, Colleges, Government, and More